# Enlace iónico

Representación de la unión iónica entre el litio y el flúor para formar el fluoruro de litio. El litio tiene una energía de ionización baja y cede fácilmente su único electrón de valencia a un átomo de flúor, que tiene una afinidad positiva con los electrones y acepta el electrón donado por el átomo de litio. El resultado final es que el litio es isoelectrónico con el helio y el flúor es isoelectrónico con el neón. La interacción electrostática se produce entre los dos iones resultantes, pero la agregación no se limita a dos de ellos. El resultado es la agregación en toda una red entera mantenida unida por la unión iónica.

Un enlace iónico o electrovalente es el resultado de la presencia de atracción electrostática entre los iones de distinto signo respecto a las valencias de los elementos y el número de electrones que deben perder o ganar para completar las capas, es decir, uno fuertemente electropositivo y otro fuertemente electronegativo. Eso se da cuando en el enlace, uno de los átomos capta electrones del otro; generalmente, un átomo de un elemento no metal hace este trabajo. La atracción electrostática entre los iones de carga opuesta (catión y anión) causa que se unan y formen un compuesto químico simple, aquí no se fusionan; sino que uno da y otro recibe electrones. Para que un enlace iónico se genere es necesario que la diferencia (delta) de electronegatividades sea mayor o igual a 1,7. (Escala de Pauling).
La energía necesaria para crear un enlace iónico es alrededor de 75-100 Kcal/mol.
Cabe resaltar que ningún enlace es totalmente iónico, siempre habrá una contribución en el enlace que se le pueda atribuir a la compartición de los electrones en el mismo enlace (covalencia). El modelo del enlace iónico es una exageración que resulta conveniente ya que muchos datos termodinámicos se pueden obtener con muy buena precisión si se piensa que los átomos son iones y no hay compartición de electrones.
Dado que los elementos implicados tienen elevadas diferencias de electronegatividad, este enlace suele darse entre un compuesto metálico y uno no metálico. Se produce una transferencia electrónica total de un átomo a otro formándose iones de diferente signo. El metal dona uno o más electrones formando iones con carga positiva o cationes con una configuración electrónica estable. Estos electrones luego ingresan en el no metal, originando un ion cargado negativamente o anión, que también tiene configuración electrónica estable. Son estables pues ambos, según la regla del octeto o por la estructura de Lewis adquieren 8 electrones en su capa más exterior (capa de valencia), aunque esto no es del todo cierto ya que contamos con varias excepciones, la del hidrógeno (H) que se llega al octeto con dos electrones, el berilio (Be) con 4, el aluminio (Al) y el boro (B) que se rodean de seis (estas últimas dos especies forman aductos ácido-base para llegar al octeto convencional de 8 electrones).
Los compuestos iónicos forman redes cristalinas constituidas por N iones de carga opuesta, unidos por fuerzas electrostáticas. Este tipo de atracción determina las propiedades observadas. Si la atracción electrostática es fuerte, se forman sólidos cristalinos de elevado punto de fusión e insolubles en agua; si la atracción es menor, como en el caso del NaCl, el punto de fusión también es menor y, en general, son solubles en agua e insolubles en líquidos apolares, como el benceno o el disulfuro de carbono.

## Características

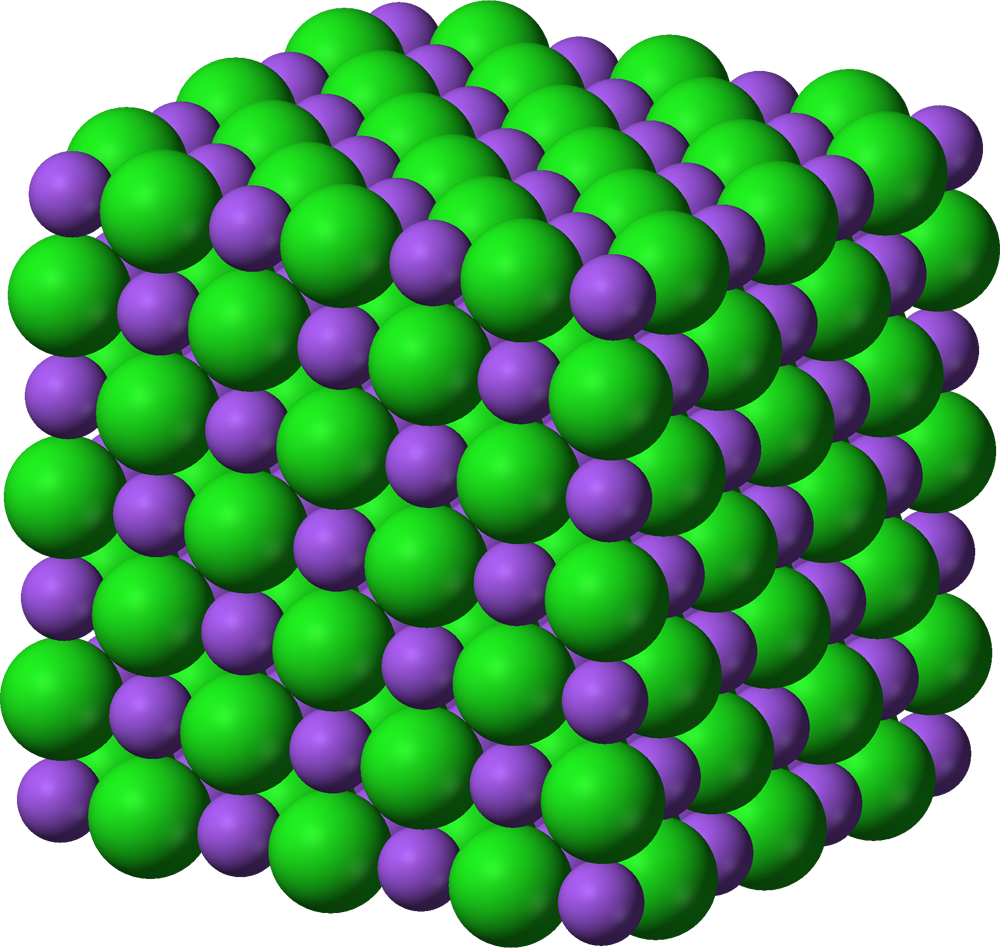
Enlace iónico en un cristal de NaCl.

Algunas características de este tipo de enlace son:
- Los enlaces son muy fuertes (depende fuertemente de la naturaleza de los iones).
- Sólidos a temperatura ambiente y poseen una estructura cristalina o transparente en el sistema cúbico. (Hay compuestos iónicos que son líquidos a temperatura ambiente denominados "líquidos iónicos" o "Sales Derretidas", con un campo de aplicación gigantesco).
- Altos punto de fusión (entre 300  °C y 1000 °C) y ebullición (Si el enlace tiene un carácter covalente alto, puede ser que estos valores disminuyan abruptamente)
- Son enlaces resultantes de la interacción entre los metales de los grupos I y II y los no metales de los grupos VI y VII.
- Son solubles en agua y otras disoluciones acuosas debido al dipolo eléctrico que presentan las moléculas de agua; capaces de solvatar a los iones, compensando así la energía de red cristalina. (No todos los compuestos iónicos se pueden disolver fácilmente con agua, ya sea por la poca energía de solvatación de los iones o por el carácter covalente del compuesto iónico).
- Una vez en disolución acuosa son excelentes conductores de electricidad, ya que entonces los iones quedan libres.[9] (Hay una gran variedad de compuestos iónicos que son poco o muy poco solubles en disolución acuosa, también debido al carácter covalente del compuesto y que no permite que el agua separe fácilmente la red cristalina, resultando así en una muy pobre conductividad en disolución)
- Posee únicamente enlaces simples.
- En estado sólido no conducen la electricidad, ya que los iones ocupan posiciones muy fijas en la red. Si utilizamos un bloque de sal como parte de un circuito en lugar del cable, el circuito no funcionará. Así tampoco funcionará una bombilla si utilizamos como parte de un circuito un cubo de agua, pero si disolvemos sal en abundancia en dicho cubo, la bombilla del circuito se encenderá. Esto se debe a que los iones disueltos de la sal son capaces de acudir al polo opuesto (a su signo) de la pila del circuito y, por ello, este funciona.[10]

## Clasificación
Los iones se clasifican en dos tipos:
a) Anión: Es un ion con carga eléctrica negativa, lo que significa que los átomos que lo conforman tienen un exceso de electrones. Comúnmente los aniones están formados por no metales, aunque hay ciertos aniones formados por metales y no metales. Los aniones más habituales son (el número indica la carga):
| - F- fluoruro. - Cl- cloruro. - Br- bromuro. - I- yoduro. | - S 2- sulfuro. - SO42- sulfato. - NO3- nitrato. - PO43- fosfato. | - ClO- hipoclorito. - ClO2- clorito. - ClO3- clorato. - ClO4- perclorato. | - CO32- carbonato. - BO3 3- borato. - MnO4- permanganato. - CrO42- cromato. - Cr2O72- dicromato |

b) Catión: Es un ion con carga eléctrica positiva. Los más comunes se forman a partir de metales, pero hay ciertos cationes formados con no metales.
| - Na+ sodio. - K+ potasio. - Ca2+ calcio. - Ba2+ bario. - Mg2+ magnesio. - Al3+ aluminio. - Pb2+ plomo (II). - Zn2+ zinc (o cinc). | - Fe2+ hierro (II) o ferroso. - Fe3+ hierro (III) o férrico. - Cu+ cobre (I) o cuproso (aunque en realidad, este ion es Cu22+). - Cu2+ cobre (II) o cúprico. - Hg+ mercurio (I) o mercurioso (aunque en verdad, este ion es Hg22+). - Hg2+ mercurio (II) o mercúrico. - Ag+ plata (I). | - Cr3+ cromo (III). - Mn2+ manganeso (II). - Co2+ cobalto (II) o cobaltoso. - Co3+ cobalto (III) o cobáltico. - Ni2+ níquel (II) o niqueloso. - Ni3+ níquel (III) o niquélico. - NH4+ amonio. |

## Formación
El enlace iónico puede resultar de una reacción redox cuando los átomos de un elemento (generalmente un metal), cuya energía de ionización es baja, ceden algunos de sus electrones para lograr una configuración electrónica estable (generalmente, la de los gases nobles). Al hacerlo se forman cationes. Un átomo de otro elemento (generalmente no metal) con mayor afinidad electrónica acepta uno o más electrones para alcanzar una configuración electrónica estable y, después de aceptar electrones, un átomo se convierte en un anión. Normalmente, la configuración electrónica estable es uno de los gases nobles para los elementos del bloque s y del bloque p, y configuraciones electrónicas estables particulares para los elementos del bloque d y del bloque f. La atracción electrostática entre aniones y cationes conduce a la formación de un sólido con una red cristalográfica en la que los iones se apilan de forma alterna. En una red de este tipo normalmente no es posible distinguir unidades moleculares discretas, de modo que los compuestos formados no son moleculares. Sin embargo, los propios iones pueden ser complejos y formar iones moleculares como el anión acetato o el catión amonio.
Por ejemplo, la sal de mesa común es el cloruro de sodio. Cuando se combinan sodio (Na) y cloro (Cl), cada átomo de sodio pierde un electrón, formando cationes (Na+), y cada átomo de cloro gana un electrón para formar aniones (Cl-). Luego, estos iones se atraen entre sí en una proporción de 1:1 para formar cloruro de sodio (NaCl).
Na + Cl → Na+ + Cl− → NaCl
Sin embargo, para mantener la neutralidad de carga se observan relaciones estrictas entre aniones y cationes de modo que los compuestos iónicos, en general, obedecen las reglas de la estequiometría a pesar de no ser compuestos moleculares. Para los compuestos que son de transición a las aleaciones y poseen enlaces mixtos iónicos y metálicos, este puede que ya no sea el caso. Muchos sulfuros, por ejemplo, forman compuestos no estequiométricos.
Muchos compuestos iónicos se denominan sales, ya que también pueden formarse mediante la reacción de neutralización de una base de Arrhenius como NaOH con un ácido de Arrhenius como HCl.
NaOH + HCl →  NaCl + H2O
Se dice entonces que la sal NaCl está formada por el resto ácido Cl− y el resto base Na+.
La eliminación de electrones para formar el catión es endotérmica, lo que aumenta la energía general del sistema. También puede haber cambios de energía asociados con la ruptura de enlaces existentes o la adición de más de un electrón para formar aniones. Sin embargo, la acción del anión de aceptar los electrones de valencia del catión y la posterior atracción de los iones entre sí libera energía (red) y, por lo tanto, reduce la energía general del sistema.
El enlace iónico se producirá sólo si el cambio de energía general de la reacción es favorable. En general, la reacción es exotérmica, pero, por ejemplo, la formación de óxido de mercurio (HgO) es endotérmica. La carga de los iones resultantes es un factor importante en la fuerza del enlace iónico, p. una sal C+A− se mantiene unida mediante fuerzas electrostáticas aproximadamente cuatro veces más débiles que C2+A2− según la ley de Coulomb, donde C y A representan un catión y un anión genéricos, respectivamente. En este argumento bastante simplista se ignoran los tamaños de los iones y el empaquetamiento particular de la red.

## Fuerza del enlace iónico
Para un compuesto iónico cristalino sólido, el cambio de entalpía al formar el sólido a partir de iones gaseosos se denomina energía reticular. El valor experimental de la energía reticular se puede determinar mediante el ciclo de Born-Haber. También se puede calcular (predecir) utilizando la ecuación de Born-Landé como la suma de la energía potencial electrostática, calculada sumando las interacciones entre cationes y aniones, y un término de energía potencial repulsiva de corto alcance. El potencial electrostático se puede expresar en términos de separación interiónica y una constante (constante de Madelung) que tiene en cuenta la geometría del cristal. Cuanto más lejos del núcleo, más débil es el escudo. La ecuación de Born-Landé proporciona un ajuste razonable a la energía reticular de, por ejemplo, cloruro de sodio, donde el valor calculado (predicho) es −756 kJ/mol, que se compara con −787 kJ/mol usando el ciclo de Born-Haber. En solución acuosa, la fuerza de unión puede describirse mediante la ecuación de Bjerrum o Fuoss como función de las cargas iónicas, más bien independiente de la naturaleza de los iones, como la polarizabilidad o el tamaño. La fuerza de los puentes salinos se evalúa con mayor frecuencia mediante mediciones de equilibrios entre moléculas que contienen sitios catiónicos y aniónicos, generalmente en solución. Las constantes de equilibrio en el agua indican las contribuciones de energía libre aditiva para cada puente salino. Otro método para identificar enlaces de hidrógeno también en moléculas complicadas es la cristalografía y, a veces, también la espectroscopia de Resonancia Magnética Nuclear.
Las fuerzas de atracción que definen la fuerza de los enlaces iónicos pueden modelarse mediante la ley de Coulomb. Las fuerzas de los enlaces iónicos suelen estar (los rangos citados varían) entre 170 y 1500 kJ/mol.